# Crack (drug)

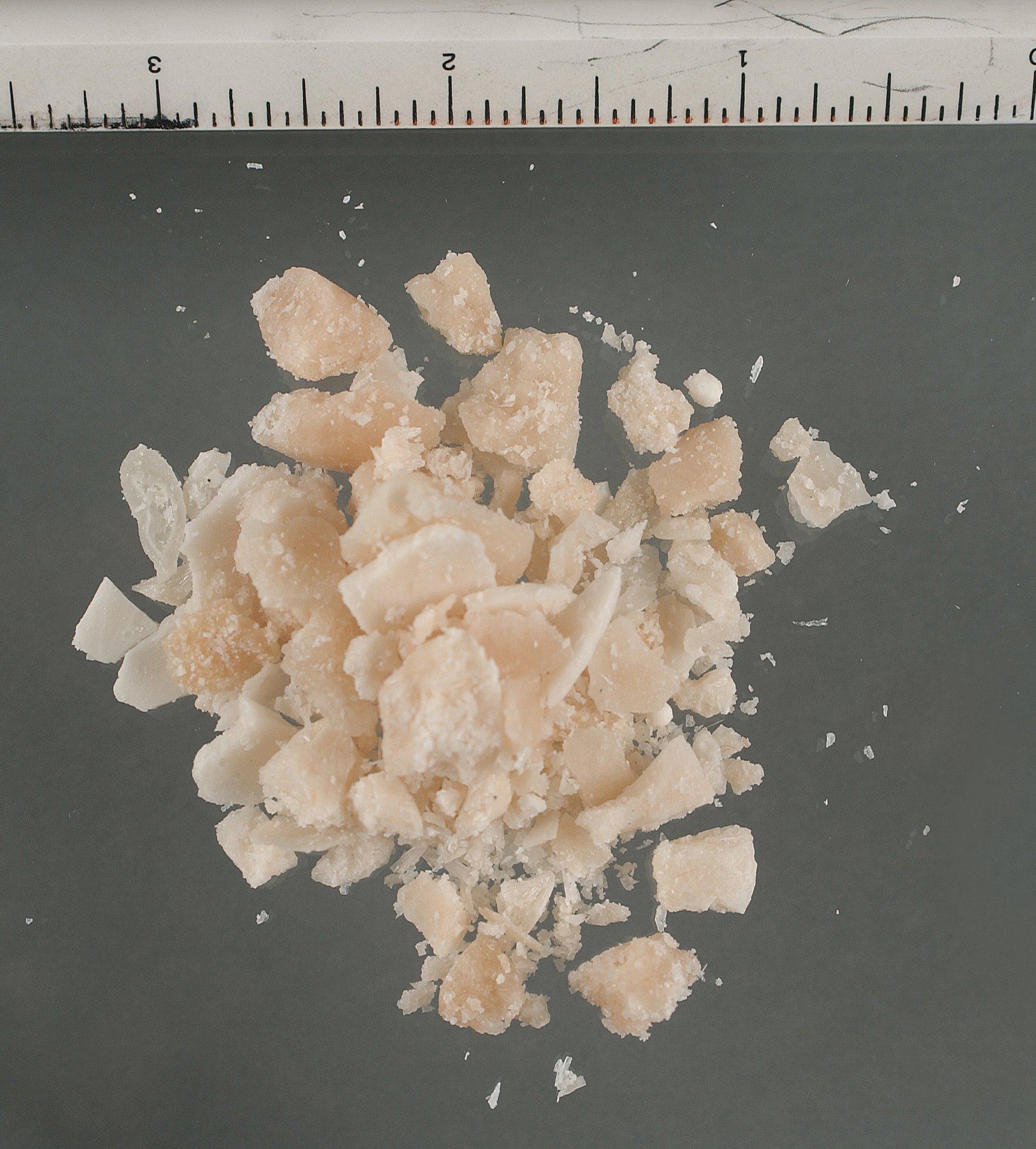
Een straatdosis crack (met een liniaal in inches)

Crack is een rookbare variant van cocaïne en valt daarmee onder de categorie van stimulerende middelen (stimulantia). Het is een zeer verslavende en schadelijke harddrug en staat in Nederland op Lijst I van de Opiumwet, nadat het in 1961 internationaal verboden werd.

## Gebruik
Cocaïne wordt gekookt met ammonia of een andere base, waarna het overtollige vocht verwijderd wordt. Nadat het gedroogd is, kan het worden gerookt door het op een strookje aluminiumfolie te leggen en het van onder af te verwarmen met een aansteker. Dit wordt ook wel chinezen genoemd.

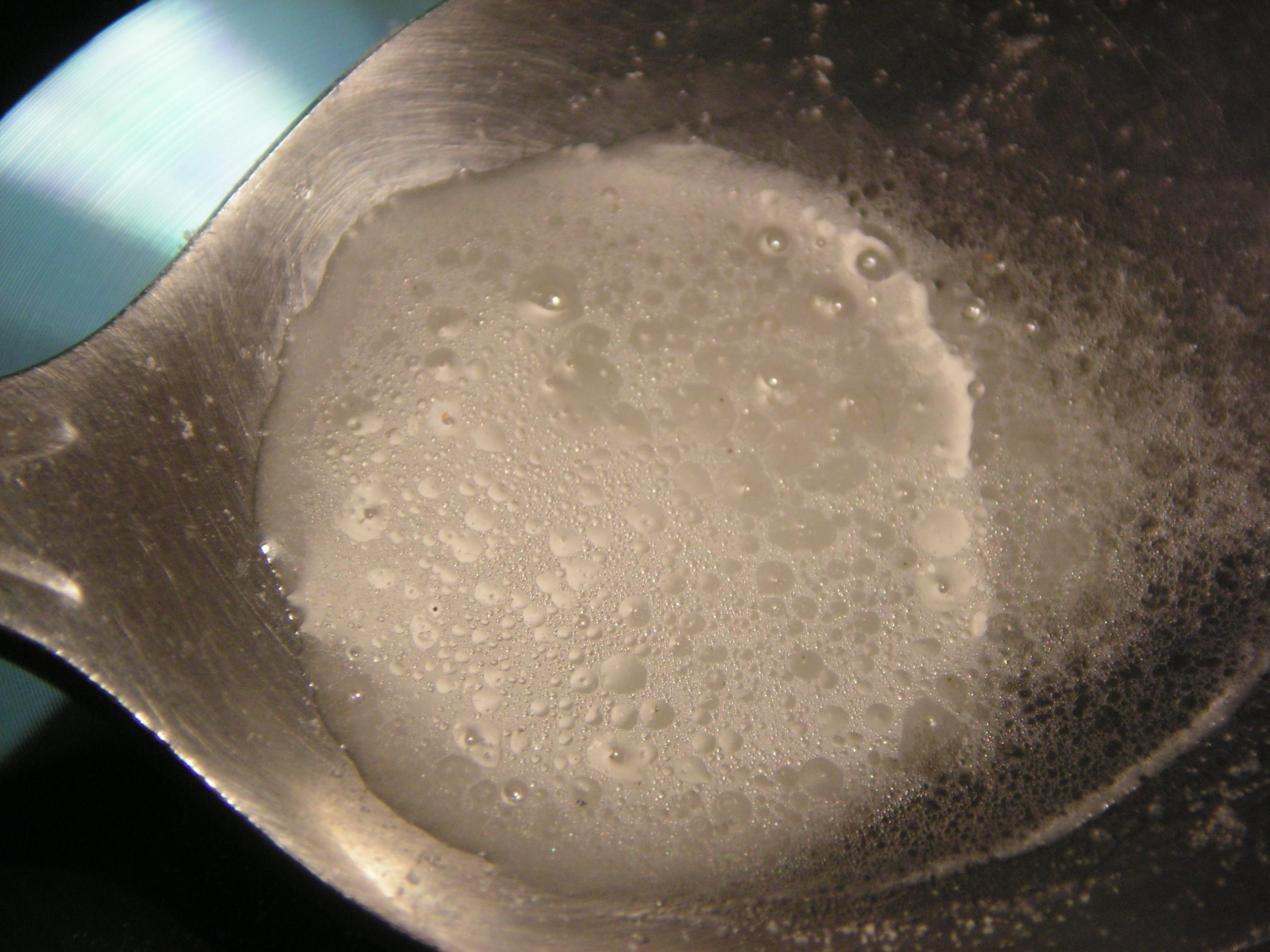
Een lepel met cocaïne die wordt gekookt ('chinezen')

Verder kan crack ook gerookt worden in een glazen pijpje (basen).

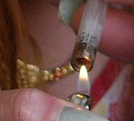
Het roken met een glazen pijpje.

## Oorsprong van de naam
De crack die (vooral) in Amerika verkocht wordt, is vaak bewust met te veel maagzout of ander basisch poeder uitgekookt, zodat een deel van het maagzout niet oplost en daardoor de uiteindelijke hoeveelheid crack groter wordt. Deze vervuiling veroorzaakt het karakteristieke geknetter waaraan crack zijn naam ontleent. Zuiver schoongemaakte cocaïne spettert amper tot niet, als het droog is.

## Psychische en lichamelijke effecten
Crack brengt grote schade toe aan de psychische en lichamelijke gezondheid, vrijwel vergelijkbaar met heroïne.

Schade door crack in vergelijking met andere soorten drugs, onderverdeeld in schade voor anderen en die voor de gebruiker zelf.

Op korte termijn veroorzaakt crack belasting van hart en bloedvaten, vermoeidheid, psychische klachten en is er kans op overdosis. Op langere termijn neemt het risico toe op hart- en vaatziekten, verandering in de persoonlijkheid, oververmoeidheid, depressie, psychische klachten, agressie en achterdocht, gewichtsverlies, verminderd seksueel verlangen en longschade.
Kortdurende effecten van crack zijn: het uithoudingsvermogen wordt groter, hongergevoel en vermoeidheid verdwijnen, de pijngrens wordt hoger. De gebruiker wordt opgewekt en vrolijk, lijkt meer energie te krijgen en denkt de hele wereld aan te kunnen. Na deze "upper", die een kwartier tot een half uur kan duren, krijgt men een "downer" die even lang duurt als de upper en zich kenmerkt door de tegengestelde effecten als tijdens de upper werden ervaren. Bij overmatig gebruik treden vaak achterdocht (paranoia) en soms waanvoorstellingen op.

## Verslavende eigenschappen
De kans op geestelijke verslaving aan crack is zeer groot. De mate van geestelijke verslaving kan zó groot zijn dat er bij onthouding ook lichamelijke klachten ontstaan. Ditzelfde geldt voor "normale" cocaïne, hoewel crack nóg verslavender is.

## Gevolgen van crackgebruik tijdens de zwangerschap
In het verleden is met name in de Verenigde Staten enige ophef ontstaan over de effecten van crackgebruik van zwangere vrouwen op hun ongeboren kinderen, de zogenaamde crack baby's. Dit zou een verloren generatie opleveren van mensen die voor het leven getekend zouden zijn met grote psychische en lichamelijke achterstand. Inmiddels is gebleken dat dit sterk overdreven was. Toch kan blootstelling aan cocaïne tijdens de ontwikkeling van de foetus leiden tot subtiele, maar significante latere tekortkomingen bij sommige kinderen, waaronder tekortkomingen in sommige aspecten van cognitieve prestaties, informatieverwerking en aandacht voor allerlei taken. Ook is bij deze kinderen vastgesteld dat ze vaak te vroeg geboren worden, vaak kleiner zijn, een lager geboortegewicht en een kleinere hoofdomtrek hebben.

## Prijs
In verhouding tot andere drugs is crack duur. In 2020 bedroeg de straatprijs ongeveer 50 euro per gram. De prijs is redelijk stabiel.

## Verenigde Staten
In de VS werd het bezit/gebruik van crack veel strenger bestraft dan het zeer vergelijkbare cocaïne. Het bezit van 500 gram cocaine  werd even zwaar bestraft (met 5 jaar gevangenis) als 28 gram crack. Eind 2022 lijkt daar een einde aan te komen.